# Charlie Christensen
Hans Allan "Charlie" Christensen (vissa tidiga verk författades som Charley Christensen), född 11 juni 1958 i Bromma i Stockholm, är en svensk serieskapare. Han är mest känd för sin långlivade och flerfaldigt prisbelönta satirserie Arne Anka, som debuterade 1983.

## Biografi
Christensen är född i Stockholm men hans mor kommer från Göteborg och fadern från Köpenhamn. 
Charlie Christensen är autodidakt som tecknare och lät sig genom bland annat resor till Bryssel och Italien inspireras av den europeiska konsthistorien. Första serien tecknade han som femåring, och lite större publik fick han när han fick sin "Häng med på party" publicerad i Svenska Serier 3/79.
Flera andra, mer eller mindre historiska eller vardagsrealistiska serier publicerades de kommande åren i Svenska Serier eller Galago, alltmedan seriernas upphovsman livnärde sig inom hemtjänsten.

### Arne Anka
Det riktiga genombrottet kom 1983, då tidningen Tre-NioNio refuserade en av Christensens serier med hänvisning till att man vill ha "något mer ösigt". Svaret blev Arne Anka, en satirserie om en med åren alltmer självsäker barbesökare och betraktare av världens vansinne. Ankserien, vars framgångar i Metallarbetaren och en strid ström av uppmärksammade samlingsalbum inte gick Disney-koncernen obemärkt förbi, var dock andligen mer inspirerad av August Strindberg (ilskan och Stockholmsmiljöerna), den tidige Frank Zappa (anarkismen) och en nyfikenhet att kommentera samtidens galenskaper.
Arne Anka lades ned 1993 men återkom 2004, först som bifigur i Christensens nya serie Konrad K.. Den serien publicerades i fackförbundstidningen Dagens Arbete, Metallarbetarens efterföljare. Därefter återkom Arne Anka som egen serie. Christensen, som då i tio års tid gjort andra sorters serier – bland annat Röde Orm – såg "Bush, Blair och Aznar invadera Irak" och en nyfödd lust att kommentera samtiden väcktes.
Då Christensen 2004 blev vittne till Al Qaidas bombdåd i Madrid och noterade hur regeringen skyllde attentatet på den baskiska separatiströrelsen ETA, väcktes ett starkare politiskt engagemang i Christensens seriekonst. Hans ökande vurm för historiska sammanhang, journalistik, vardagsrealism, fotografi samt hyperrealistiska konstnärer som Richard Estes har i flera av hans senaste album utvecklats till något han kallar "hyperrealism i fabelform".

### Andra serier
Christensen har tillsammans med Patric Nyström även serieanpassat och tecknat Frans G. Bengtssons vikingakrönika Röde Orm i fyra delar.
Två av hans längre enstaka berättelser från 1980-talet, revolutionshistorian Odilou och kriminalberättelsen Den eviga historien, finns återtryckta i samlingsalbumet Ikoner (1995). I Ikoner publiceras även andra tidigare Christensen-produktioner från åren 1978–1988.

### Bosatt i Spanien
Christensen är sedan 1988 bosatt i nordspanska Pamplona. Han har dock hela tiden behållit kontakten med Sverige, inte minst för att kunna få rätt färg i Arne Anka-episodernas stockholmska miljöer och svenska dagsaktualiteter.

## Inspirationskällor
Några av Christensens inspirationskällor är Hergé, André Franquin, Mœbius, George Grosz, Carl Michael Bellman, Karl Gerhard, Berthold Brecht, Velvet Underground, Frank Zappa, August Strindberg, Sartre/De Beauvoir, Niccolò Machiavelli och Dagens Eko.